# 若木書房
株式会社若木書房（わかぎしょぼう）は、かつて存在した日本の出版社、映像製作会社である。

## 概要
1948年（昭和23年）前後に創業した。当初は東京出版販売（現在のトーハン）や鉄道弘済会を流通ルートにしていたが、やがて描き下ろしの貸本漫画の発行を主とした出版社である。他社誌連載の作品も数多く単行本化していた。少女漫画を中心にしており、貸本漫画の最末期まで活動し、同社出身でのちに有名となった女性漫画家も多い。
1957年（昭和32年）には映画部を構えて、宮沢賢治の『貝の火』を原作とした短編アニメをはじめとして、他に『虹の足』『なかよしきょうだい』と計3本の短編作品を制作したが、同年中に活動を終えている。
また、1960年代、地図の製作販売もてがける。道路地図（北海道、東北、関東、中部、関西、中・四国、九州）、京都など市街図、三浦半島など観光地図、千葉や茨城など分県図、世界地図を出版。
1982年（昭和57年）、倒産した。
倒産後にジュニアコミックス、ティーンコミックスなどの若木書房の単行本は、その希少性から古書漫画マニアの間でプレミアム価格がついた。

## データ
- 所在地 : 東京都文京区小石川2-8-9
- 代表 : 北村二郎

## おもな出身作家
- 赤松セツ子
- 池田理代子
- 一条ゆかり
- 今村洋子
- 杉本啓子
- 高階良子
- つげ義春 - 処女作長編漫画『白面夜叉』（1955年5月）、以降、十数冊の著書を出したほか、オムニバス執筆が多数に及ぶ。
- つりたくにこ
- 巴里夫
- 永島慎二
- 矢代まさこ
- 牧かずま
- むれあきこ
- わたなべまさこ
- 山田ミネコ

## おもな雑誌
貸本におけるアンソロジーを貸本雑誌の形式で出版した。
- 『泉』、若木書房、1958年6月-1965年5月 - 表紙画・扉・装幀江川みさお
- 『泉別冊』、若木書房、1959年4月-1964年10月 - 表紙画・扉・装幀江川みさお
- 『こけし』1号-65号、若木書房、1959年7月-1964年11月 - 表紙画江川みさお
- 『こけし別冊』、1960年代 - 表紙画江川みさお
- 『ゆめ』1月創刊号-6月96号、1960年1月-1968年6月 - 表紙画江川みさお

## おもなシリーズ
- 童謡漫画シリーズ
- ひまわりブック
- 名作総集ブック
- ジュニアコミックス
- ティーンコミックス
- ティーンコミックスデラックス
- ティーンコミックスデラックスオリジナル
- ティーン・コミックス・デラックス純愛シリーズ
- コミック・メイト
- 今村洋子シリーズ
- ものしり100シリーズ
- 日本縦断・定期観光 サンダーシリーズ
- ヤンヤン・ネンネンなぞなぞランド
- なぞなぞハテナシリーズ
- なぞなぞクイズ文庫
- まんが版なぞなぞクイズシリーズ
- ヒット歌謡シリーズ
- サンダーシリーズ/イラスト添乗記
- おもしろクイズランド
- アメリカ版 トマト・ブックス
- 日本のおり紙シリーズ
- にこにこシリーズ
- なかよくおろう 日本のおり紙シリーズ
- トマト・ブックス
- いきいきライダー ティーン・コミックス・デラックス
- ジュニアのための 入門百科ジュニアシリーズ
- ビッグアクションシリーズ